# Maciej Świątkowski
Maciej Świątkowski (Bydgoszcz; 16 de Março de 1950 —) é um político da Polónia. Ele foi eleito para a Sejm em 25 de Setembro de 2005 com 8780 votos em 4 no distrito de Bydgoszcz, candidato pelas listas do partido Platforma Obywatelska.
Ele também foi membro do Senado 1997-2001.